# Wolfgang I. zu Castell
Wolfgang I. Graf und Herr zu Castell (* 14. März 1482; † 5. Juli 1546) war von 1498 bis 1546 Herrscher der Grafschaft Castell. Er teilte sich die Herrschaft mit seinen Brüdern Georg, Johann und Friedrich.

## Die Grafschaft vor Wolfgang I.
Das fünfzehnte Jahrhundert war für die Grafschaft Castell von großen Verkäufen der gräflichen Rechte und Besitzungen geprägt. Hatte Graf Wilhelm I. 1398 noch ein Recht auf die Prägung von Münzen in der Stadt Volkach von König Wenzel erwirken können, verloren seine Nachfolger mehr und mehr Güter. Nutznießer war vor allem das Hochstift Würzburg, das den Großteil der veräußerten Güter erhielt.
Am 24. Oktober 1457 erhielt das Bistum gegen eine Leibrente von 500 Gulden gar die ganze Grafschaft von Wilhelm II. zu Mannlehen. Außerdem verpfändete dieser das erhaltene Viertel der Stadt Volkach an die Grafen von Limpurg, Henneberg und Weinsberg, sodass weitere Teile Castells in den Händen fremder Herrscher waren. Auch der Erwerb neuen Besitzes war zu diesem Zeitpunkt kaum noch möglich, da die großen Herrschaften der Umgebung die Region unter sich aufgeteilt hatten.

## Leben
Wolfgang wurde am 14. März 1482 als Kind von Graf Friedrich IV. und Elisabeth von Reitzenstein  geboren. Auch die Ausbildung des jungen Grafen liegt im Dunkeln. Nach dem Tod seines Vaters übernahm der junge Graf zusammen mit seinen Brüdern die Regierung. Zunächst veräußerten diese das verpfändete Viertel von Volkach endgültig und verzichteten damit auf den wichtigen Flaschenhals am Main, der als letzte, wenigstens teilweise, castellische Siedlung am Fluss geblieben war.
Einschneidendes Ereignis der Amtszeit von Graf Wolfgang I. war der Deutsche Bauernkrieg des Jahres 1525. Marodierende Bauernhorden verwüsteten die Stammburg der Grafen in Castell und das Kloster auf dem Vogelsberg, das als Grablege der Familie gedient hatte. Wolfgang forcierte in der Folgezeit den Wiederaufbau der zerstörten Burgen und begann auch in bescheidenem Umfang neue Rechte in der Umgebung aufzukaufen.
Im Jahr 1533 fiel das Lehen Gnodstadt heim und die Grafen konnten wieder selbstständiger über ihre Herrschaft verwalten. Ebenfalls in die Amtszeit von Graf Wolfgang fällt die konfessionelle Spaltung Deutschlands. Der alte Graf blieb weiterhin dem katholischen Glauben verbunden, duldete allerdings, dass sich seine Söhne Mitte der 1540er Jahre dem Luthertum zuwandten. Graf Wolfgang I. starb im Jahr 1546.

## Ehe und Nachkommen
Wolfgang I. heiratete im Herbst 1518 Martha von Wertheim, mit der er mehrere Kinder haben sollte. Überliefert sind in den Quellen ausführlich allerdings nur die Thronfolger Konrad, Heinrich und Georg.
- Konrad (* 1519; † 1577)
- Margarethe (* 31. Oktober 1520; † 1534)
- Friedrich (* 29. Juli 1522 in Castell; † 16. September 1552 in Thionville)
- Magdalena (* 20. September 1523; † 1523)
- Heinrich IV. (* 13. Februar 1525 auf Schloss Stolberg; † 20. September 1595 in Remlingen)
- Barbara (* 7. September 1526; † 1530)
- Georg (* 16. November 1527; † 12. November 1597 in Rüdenhausen)